# Oda (Billunger)
Oda, auch Ode, († 15. März nach 973) war die erste Ehefrau des sächsischen Markgrafen Hermann Billung. Als Stammmutter der herzoglichen Linie der Billunger gehört sie zu den Ahnen fast aller europäischen Königs- und Fürstenhäuser.

## Historischer Nachweis

Ode comes [comitissa] im Diptychon der Billunger im Lüneburger Michaeliskloster um 1070

Es gibt keine Urkunde, die Oda erwähnt, sondern lediglich drei, eventuell vier nekrologische Belege. Da die Chronik im Nekrolog der Kirche St. Michael in Lüneburg aus dem 13. Jahrhundert eine Ehe Hermann Billungs mit einer Hildegard erwähnt, wurde Oda von der Forschung jahrhundertelang übersehen. Dabei beginnt das ebenfalls in dem Codex enthaltene Diptychon der Billunger von 1071/85 mit Hermannus dux und Ode com. (comitissa). Aber erst 1951 wurde  von Ruth Bork die Frage aufgeworfen, ob Oda nicht die Gemahlin Hermann Billungs sein müsse.
Im Lüneburger Nekrolog gibt es drei Eintragungen einer Gräfin Ode bzw. Oda. Keine davon ist mit einem Kreuz hervorgehoben, wie es sonst für die Mitglieder der herzoglichen Familie und die Äbte des Klosters üblich ist. Die erste Eintragung zum 15. März lautet: O. Ode com. Gerd Althoff verwies 1984 auf das Nekrolog von Xanten, wo für denselben Tag Ode als Frau eines Herzogs Hermann belegt ist.

## Ehe und Nachkommen
Im Diptychon folgt der Gräfin Oda eine Hildesuith com. Deshalb wird letztere entweder als zweite Frau Hermann Billungs oder als früh verstorbene Frau seines Sohnes Herzog Bernhard I. vermutet. Da unter den Enkeltöchtern Hermann Billungs keine Hildesuith bekannt ist und der Name im Gegensatz zu Oda auch nicht im Lüneburger Nekrolog vorkommt, dürfte Hildesuith als zweite Frau Hermann Billungs nicht in Betracht kommen. Für die Annahme, dass Oda Hermanns erste Frau war, spricht auch, dass Schwanhilde, die (vermutlich zweite) Tochter Hermann Billungs, eine ihrer beiden Töchter aus ihrer zweiten Ehe mit Markgraf Ekkehard I. von Meißen, Oda nannte, die 1018 als Gemahlin Bolesławs I. Chrobry Königin von Polen wurde.
Herrmann Billung und Oda hatten folgende Kinder:
- Herzog Bernhard I.  († 1011)

- Graf Liudger († 1011)

- Mathilde († 1008)

⚭ Graf Balduin III. von Flandern
⚭ Graf Gottfried der Gefangene von Verdun
- Schwanhilde († 1014)

⚭ Markgraf Thietmar von Meißen
⚭  Markgraf Ekkehard I. von Meißen